# اریا (لغت‌نامه)
اریا (به انگلیسی: Erya) یا جیکا (به ژاپنی: 爾雅 じが, jika) قدیمی‌ترین کتاب لغت‌نامهٔ چینی است که تا به حال شناخته شده‌است. زمان احتمالی گردآوری این لغت نامه به قرن سوم پیش از میلاد برمی‌گردد.